# 레지던트 이블: 디제너레이션
《레지던트 이블 : 디제너레이션》(일본명: Biohazard : Degeneration/バイオハザード：ディジェネレーション)은 캡콤 사의 유명 게임 '바이오하자드' 시리즈를 최초로 장편의 CG 애니메이션으로 만든 것이다. 이 영화는 소니 픽쳐스 애니메이션과 소니 픽쳐스 엔터테인먼트와의 협력을 통해, 캡콤 스튜디오에서 탄생하였다. 2008년 10월 11일경, 2008 도쿄 게임쇼에서 처음 초연되었으며, 1주 뒤인 10월 18일에 일본 전역에서 개봉하였다.
헐리웃 실사판 영화인 '레지던트 이블' 시리즈와는 다르게, 이 영화는 게임과 같은 세계관을 공유하고 있다. 주연은 1998년에 첫 발매된 '바이오하자드 2'에 함께 등장하였던 '레온 S. 케네디(Leon S. Kennedy)'와 '클레어 레드필드(Claire Redfield)'이다.

## 같이 보기
- 비디오 게임을 원작으로 한 영화 목록